# Rue de Penhoët
 (avril 2016).
Si vous disposez d'ouvrages ou d'articles de référence ou si vous connaissez des sites web de qualité traitant du thème abordé ici, merci de compléter l'article en donnant les références utiles à sa vérifiabilité et en les liant à la section « Notes et références ».
La rue de Penhoët est une rue du vieux Rennes.

## Situation et accès
Elle relie la place Saint-Michel dans sa section ouest-est à la place Sainte-Anne par sa section sud-nord. Forte de son identité visuelle, elle regorge aujourd'hui de nombreux commerces et de vieilles bâtisses typiques du vieux Rennes.

## Origine du nom
Elle est nommée « Rue Penhoët » en référence à Guillaume II de Penhoët, gouverneur de Rennes pendant le siège de la ville par les Anglais en 1356-1357, surnommé Tors Boiteux. On lui attribue la ruse ayant permis de ravitailler les Rennais en lard durant ce siège : En 1354, Rennes est assiégée par les Anglais. Connaissant l'état de famine à l'intérieur des murs, ils font paître 3 000 porcs devant les Portes Mordelaises pour attirer les Rennais hors de la ville. Afin de déjouer ce piège, le capitaine Guillaume de Penhoët, alors gouverneur de la ville, suspend à une poterne une truie dont les couinements aguichent les cochons, il ne reste plus qu'à les laisser entrer avant que les assiégeants n'aient le temps de s'en rendre compte.

## Historique
Nommée dans un premier temps « rue de la Fracasserie » ou « rue Fracassière » en raison du bruit ambiant que faisaient les forgerons et serruriers qui y travaillaient, elle a été renommée « rue de la Poulaillerie », en raison du marché aux volailles qui s'y tenait. En 1903, elle prend le nom de « rue de Penhoët ».

## Bâtiments remarquables et lieux de mémoire
De nos jours, la rue Penhoët contient de nombreux commerçants, de très beaux immeubles d'époque à pans de bois ainsi qu'un commissariat. On y trouve également la plus petite maison de la ville, 2 mètres de large, au numéro 10.